# Staffan Cederborg
Staffan Cederborg, född 12 april 1962, är en svensk författare av barn- och ungdomslitteratur. Staffan Cederborg växte upp på Lidingö utanför Stockholm, men är sedan 1995 bosatt i Östergarns socken på östra Gotland.
Sin skönlitterära debut gjorde Staffan Cederborg år 1998 med bilderboken Instrumentjakten som illustrerades av Tomas Andréasson och gavs ut på bokförlaget Rabén & Sjögren. År 2013 gavs Cederborgs första ungdomsroman Det här är ingen film med lyckligt slut ut på Bokförlaget Opal.
Ungdomsromanen Hjärnpunka från 2014, också utgiven på Bokförlaget Opal, bearbetades för teaterscenen år 2017 av Thomas Sundström och sattes upp som musikal på Länsteatern på Gotland under våren 2018, med musik av Erik Törner.
Staffan Cederborg arbetar som lärare i skrivande på Gotlands folkhögskola. Tillsammans med en skrivarkollega, arrangerar han skrivarkurser för både vuxna och ungdomar.